# Доказательная практика
Доказательная практика (практика, основанная на доказательствах, англ. evidence-based practice) — подход в профессиональной сфере, основанный на научных доказательствах. При переходе к такому подходу, отдают предпочтение принятию решений на основе реальных данных, вместо опоры на традиции, интуицию и несистематический опыт. Использование доказательной практики вызывает споры, поскольку в некоторых случаях при принятии решений важны не только данные, но индивидуальность или, например, интуиция.
Доказательные практики берут начало от доказательной медицины, которая получила своё название в 1991 году в публикации Гордона Гайята. Позже термин распространился на другие сферы и появились такие понятия, как доказательное образование, доказательная политика и другие.